# 乔瓦尼·巴蒂斯塔·贝尔佐尼
乔瓦尼·巴蒂斯塔·贝尔佐尼（義大利語：Giovanni Battista Belzoni，1778年11月5日—1823年12月3日），意大利探险家和古埃及文物考古学先驱。他以将重达7吨的拉美西斯二世胸像移至英格兰，清除阿布辛贝勒神庙入口沙土，发现和记载了塞提一世墓的文献而闻名（有时仍被称为“贝尔佐尼墓”），他是首个到达吉萨第二个金字塔的人。